# Jože Šepič
Jože Šepič, slovenski alpinist, * 1947, † 2004 Dhaulagiri.